# Теряево (Нижегородская область)
Теря́ево — деревня в Богородском районе Нижегородской области. Входит в состав Алешковского сельсовета.

## Геогарфия
Деревня находится на расстоянии 13 км к юго-западу от города Богородск, административного центра района, и 57 км к юго-западу от города Нижний Новгород, административного центра области. Абсолютная высота — 136 м над уровнем моря.
Часовой пояс
Деревня Теряево, как и вся Нижегородская область, находится в часовой зоне МСК (московское время). Смещение применяемого времени относительно UTC составляет +3:00.

## История
В «Списке населенных мест» Нижегородской губернии по данным за 1859 год значится как владельческое село с двумя православными церквями при пруде в 26 верстах от Нижнего Новгорода. Относилась ко второму стану Горбатовского уезда. В селе насчитывалось 52 двора и проживало 511 человек (244 мужчины и 267 женщин).

## Население
| 1999 | 2002 | 2010 |
| ---- | ---- | ---- |
| 517  | ↗519 | ↗527 |

Национальный состав
Согласно результатам переписи 2002 года, в национальной структуре населения русские составляли 99 % из 519 чел.